# Gamera the Brave
Gamera the Brave (小さき勇者たちガメラ Chiisaki Yūsha-tachi Gamera?), es una película japonesa de kaiju dirigida por Ryuta Tasaki, escrita por Yukari Tatsui y producida por Kadokawa Daiei Studio. Es la duodécima entrega en la serie de películas de Gamera, y sirve como el segundo reinicio de la franquicia, siendo el primero Gamera: Daikaijū Kūchū Kessen en 1995. También es la primera entrega en la serie producida por Kadokawa Daiei Studio después de que la compañía compró un porcentaje de los activos restantes de Daiei Film, el estudio original que se encargó de hacer las películas de Gamera. 
Gamera the Brave es protagonizada por Ryo Tomioka, Kanji Tsuda, Kaho y Susumu Terajima, y presenta a Toshinori Sasaki como Toto, el hijo del ficticio monstruo tortuga gigante Gamera. La película se estrenó en Japón el 29 de abril de 2006 y fue distribuida por Shochiku. 

## Argumento
Después de que Gamera se autodestruye para destruir tres Gyaos en 1973; la historia comienza 33 años después, en 2006, cuando el hijo de uno de los sobrevivientes de ese incidente encuentra un huevo inusual, del cual nace una tortuga bebé. El niño, Toru, cría a la tortuga, dándose cuenta rápidamente de que es notable porque flota y respira fuego. La tortuga rápidamente supera en tamaño la casa, Toru y sus amigos la reubican para mantener el secreto y luego desaparece.
Al mismo tiempo, se producen muchos desastres de envío en la zona, cuya causa es el kaiju Zedus, que poco después arrasa la ciudad. Acorrala a Toru y sus amigos, pero la antigua mascota del niño, ahora significativamente más grande, intercede. El joven Gamera es herido en la pelea y capturado por funcionarios del gobierno, que enganchan a la criatura a una máquina que le infunde líquido derivado de misteriosas piedras rojas que se encuentran en las proximidades del huevo y que los científicos teorizan dan a los Gameras su poder.
Zedus ataca de nuevo y el nuevo Gamera, ahora más grande, sale a luchar contra él. Los personajes humanos determinan que este Gamera aún inmaduro debe consumir la piedra roja que Toru había encontrado con el huevo para obtener su poder completo. Se localiza el huevo y, con cierta dificultad, se entrega a Toru, quien lo arroja a la boca de Gamera durante la batalla. El poder de vuelo de propulsión a chorro de Gamera se manifiesta y derrota a Zedus al lanzarle una bola de fuego. El kaiju escapa a la investigación del gobierno con la ayuda de Toru y se va volando mientras el niño se despide.

## Reparto
- Ryo Tomioka como Toru Aizawa.
- Kanji Tsuda como Kousuke Aizawa.
- Kaho como Mai Nishio.
- Susumu Terajima como Osamu Nishio.
- Shingo Ishikawa como Ishimaru.
- Shogo Narita como Katsuya.
- Toshinori Sasaki como Toto / Gamera.
- Mizuho Yoshida como Zedus.

## Lanzamiento
La película se estrenó en el puesto 6 de la taquilla en Japón y se convirtió en un fracaso comercial.

### Recepción
Andrew Kasch, del sitio web Dread Central, le dio a la película una puntuación de 3 1/2 sobre 5 y escribió que "Incluso con su enfoque centrado en los niños, Gamera the Brave garantiza complacer a la mayoría de los entusiastas de los kaiju, y la nueva franquicia debería ser suficiente". para llenar el vacío dejado en ausencia de Godzilla". Tom Mes de Midnight Eye calificó la película como "una agradable pérdida de tiempo que presenta la fórmula probada y verdadera del kaiju a una nueva generación", pero escribió que "cualquier persona de 13 años o más  probablemente buscarán en otra parte su solución de película de monstruos".
En los años posteriores al lanzamiento de la película, un bulo circuló en línea que afirmaba que una tortuga gigante gigante, mostrada en fotografías que se transportaban en una camioneta, fue atrapada en o alrededor del Río Amazonas. En realidad, la tortuga que se muestra en las fotografías era un Toto a escala de 15 pies de largo que se utilizó en la película.

### Formato casero
Gamera the Brave fue lanzado en DVD de la Región 1 en 2008 por Tokyo Shock. La película recibió un lanzamiento en Blu-ray en julio de 2016 por Kadokawa Daiei Studio, como parte de una caja con restauraciones digitales 4K de las películas anteriores de la era Heisei de la franquicia Gamera.
También fue lanzado por Universal Home Entertainment como parte de su caja Gamera: The Complete Collection.